# Biomechanics and Modeling in Mechanobiology
Biomechanics and Modeling in Mechanobiology is een internationaal, aan collegiale toetsing onderworpen wetenschappelijk tijdschrift op het gebied van de biofysica. De naam wordt in literatuurverwijzingen meestal afgekort tot Biomech. Model. Mechanobiol.
Het wordt uitgegeven door Springer Science+Business Media en verschijnt tweemaandelijks.
Het eerste nummer verscheen in 2002.